# Place Théophile-Bader
La place Théophile-Bader est une place du 9e arrondissement de Paris.

## Situation et accès

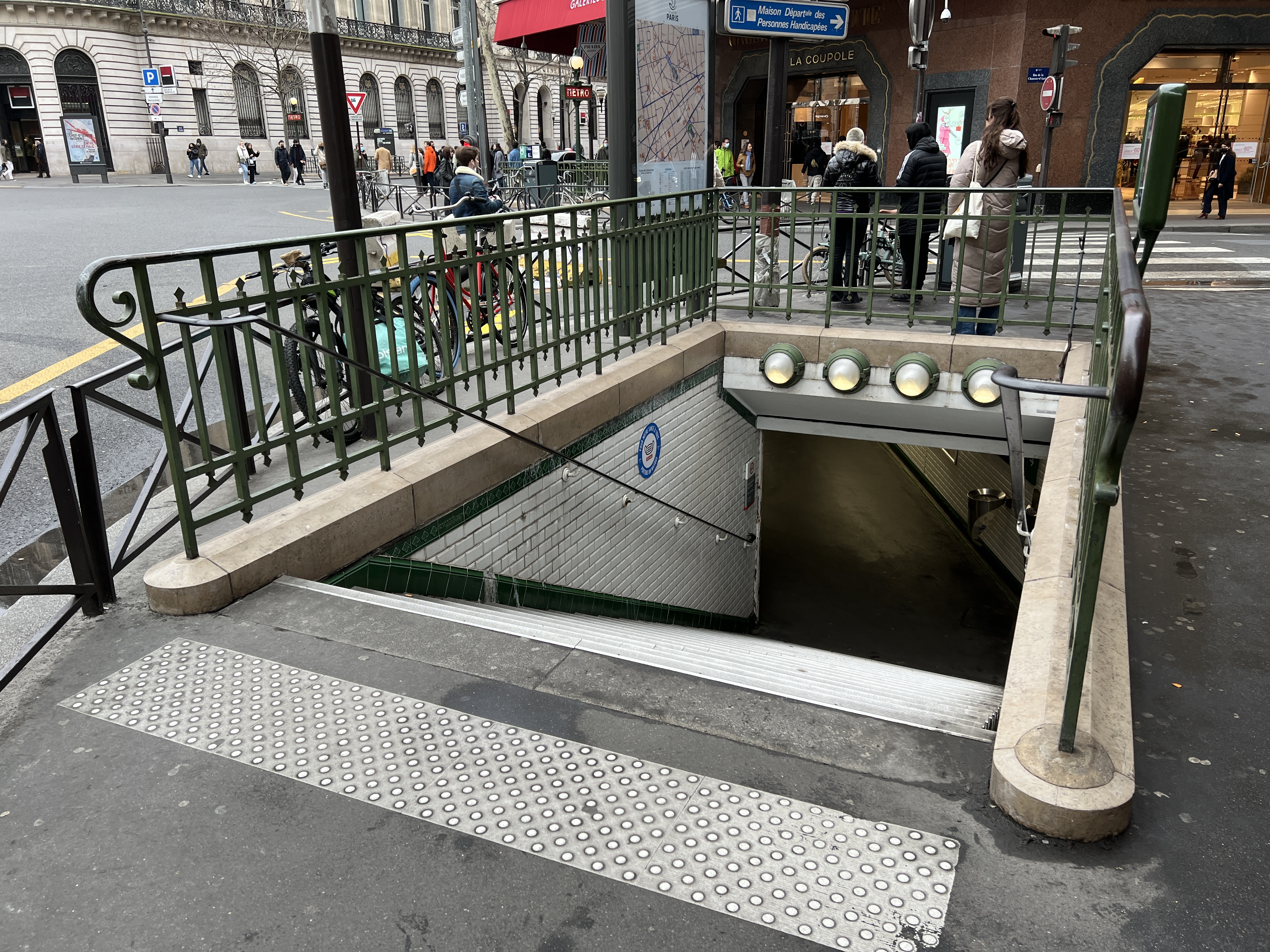
Un des accès de la station Chaussée d'Antin - La Fayette sur la place.

La place Théophile-Bader est située dans le 9e arrondissement de Paris à l'intersection du boulevard Haussmann et des rues de la Chaussée-d'Antin, La Fayette et Halévy, à proximité des Galeries Lafayette Haussmann. 
La place est desservie par les lignes 7 et 9 à la station Chaussée d'Antin - La Fayette.

## Origine du nom
La place a été dénommée en hommage à Théophile Bader, né à Dambach-la-Ville en Alsace le 24 avril 1864 et mort à Paris le 16 mars 1942, cofondateur des Galeries Lafayette. Elle est située devant l'immeuble du 1, Rue La Fayette, acquis par Théophile Bader en 1894, devenu le lieu historique des Galeries Lafayette Haussmann.

## Historique
La place, propriété communale, tient son nom d'une délibération du Conseil de Paris des 20, 21 et 22 novembre 2017 et est inaugurée le 29 janvier 2018,.

## Bâtiments remarquables et lieux de mémoire
- Galeries Lafayette Haussmann
- Siège central de la Société Générale